# Strabomantis bufoniformis
Strabomantis bufoniformis là một loài ếch trong họ Strabomantidae.
Nó được tìm thấy ở Colombia, Costa Rica, và Panama.
Các môi trường sống tự nhiên của chúng là các khu rừng ẩm ướt đất thấp nhiệt đới hoặc cận nhiệt đới và sông.